# Teste de integração
Teste de integração é a fase do teste de software em que módulos são combinados e testados em grupo. Ela sucede o teste de unidade, em que os módulos são testados individualmente, e antecede o teste de sistema, em que o sistema completo (integrado) é testado num ambiente que simula o ambiente de produção.
O teste de integração é alimentado pelos módulos previamente testados individualmente pelo teste de unidade, agrupando-os assim em componentes, como estipulado no plano de teste, e resulta num sistema integrado e preparado para o teste de sistema.
O propósito do teste de integração é verificar os requisitos funcionais, de desempenho e de confiabilidade na modelagem do sistema. Com ele é possível descobrir erros de interface entre os componentes do sistema.

## Abordagens
A integração pode seguir abordagem incremental ou não. Enquanto na abordagem não-incremental o sistema é agrupado por completo, na abordagem incremental o sistema é agrupado em etapas, facilitando assim o isolamento do erro. Abordagens incrementais diferem entre si na forma em que se constrói as etapas de agrupamento de módulos. Por exemplo, na abordagem descendente os módulos de alto nível são testados e integrados primeiro, permitindo encontrar primeiro os erros de lógica e fluxo de dado de alto nível. Por outro lado, a abordagem ascendente requer o teste e integração dos módulos de baixo nível primeiro.